# Марія Йоркська
Марія Йоркська  (англ. Mary of York), (11 серпня 1467 — 23 травня 1482) — англійська принцеса з дому Йорків; друга дочка короля Англії Едуарда IV і Єлизавети Вудвілл.
Перші роки життя Марії пройшли в тісному зв'язку з її старшою сестрою — майбутньою королевою Єлизаветою Йоркською, яка була старша на вісімнадцять місяців. Принцеси виховувалися і отримували релігійну освіту разом і з дитинства звикли до частих переїздів між королівськими резиденціями. Час від часу дівчаток викликали до двору, де вони були присутні на святах і під час державних візитів. Також для принцес був передбачений строгий розпорядок дня, а їх безпеці приділялася особлива увага. Примітно, що в рахунках, що належать за часом до дитинства принцес, майже не вказані витрати на іграшки.
У 1469 році у батька Марії виник конфлікт з його давнім прихильником графом Уорік, який в союзі з дядьком Марії герцогом Кларенсом і колишньою королевою Маргаритою Анжуйською підняв заколот проти короля. Незабаром Едуард IV був зміщений з трону, а Марія з матір'ю і сестрами виявилася в притулку Вестмінстерського абатства, де вони провели наступні п'ять місяців. У притулку з'явився на світ і молодший брат Марії Едуард, народження якого підштохнуло батька принцеси до прискореного ввідвойовування свого королівства. У квітні 1471 Едуард IV повернув під свою владу Лондон і відразу ж перевіз сім'ю з притулку в резиденцію своєї матері, а потім і в Лондонський Тауер.
Після остаточного розгрому партії Уоріка і відновлення миру в країні Марії і її старшій сестрі стали підшукувати женихів. Єлизавету пророкували в дружини французького дофіна Карла, нареченою якого також могла стати і сама Марія в разі передчасної смерті сестри або іншої перешкоди до шлюбу. В 1481 нареченим Марії повинен був стати майбутній датський король Фредерік I, проте коли йшли переговори про шлюб, Марія тяжко захворіла і померла.

## Біографія

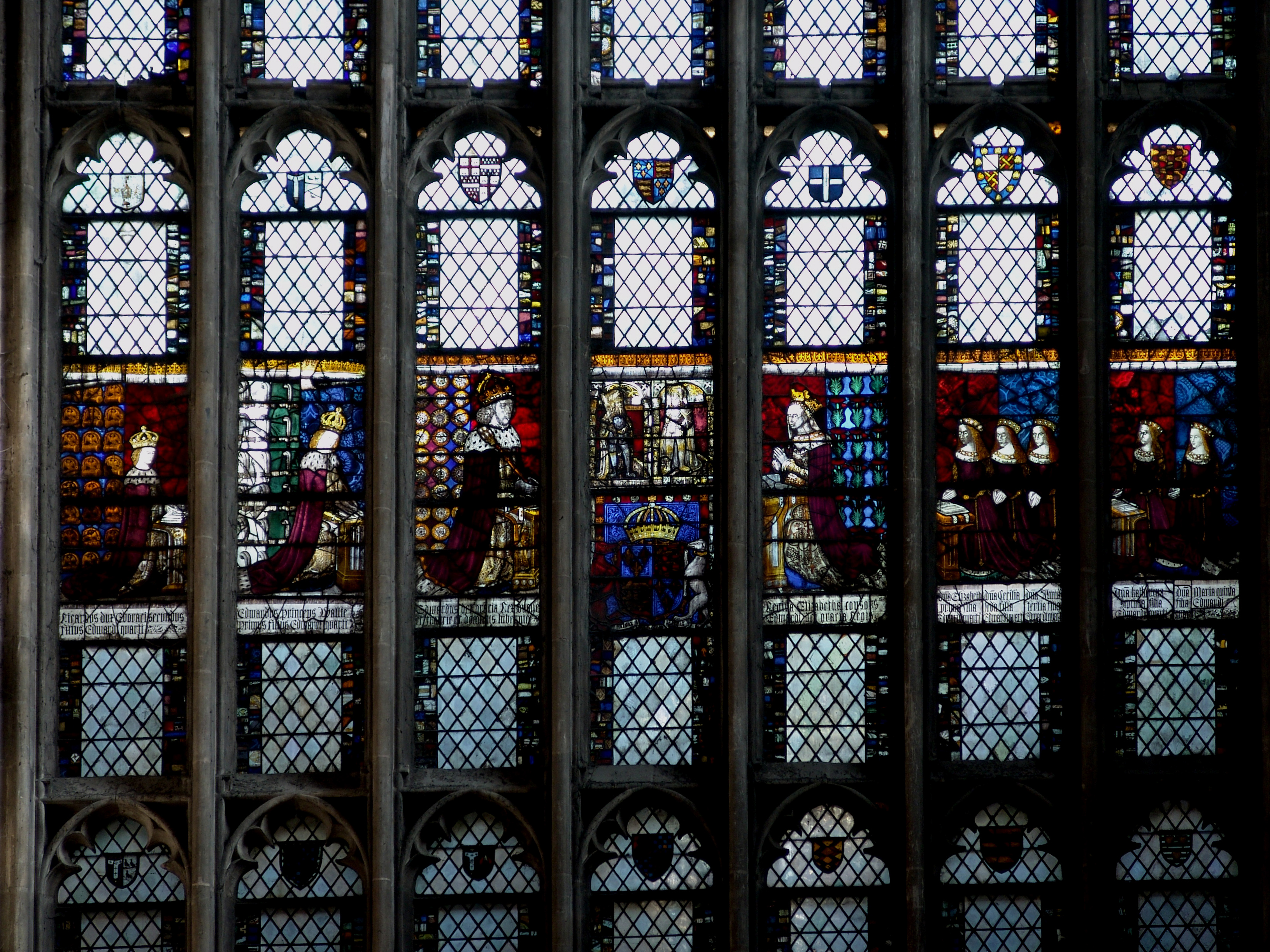
Дочки короля Едуарда IV. Вітраж Кентерберійського собору, XVI століття.
Марія крайня праворуч

### Походження та ранні роки
|                                            |  |  |
| Батьки Марії Едуард IV і Єлизавета Вудвілл |  |  |

Марія народилася 11 серпня 1467 року в Віндзорському замку і була другою дочкою і другою дитиною з десяти дітей короля Англії Едуарда IV і Єлизавети Вудвілл  ; також у принцеси було двоє єдиноутробних братів від шлюбу матері з Джоном Греєм з Гроубі — Томас і Річард. По батьковій лінії дівчинка була онукою Річарда Плантагенета, 3-го герцога Йоркського, який заявив про права дому Йорка на корону Англії, і Сесілії Невілл; по матері — Річарда Вудвілла, 1-го графа Ріверса, і Жакетти Люксембурзькії. Дівчинка була хрещена незабаром після народження; серед хрещених батьків принцеси був кардинал Томас Бурш'є.
У 1467 році король подарував в довічне користування дружині палац Шин в Сурреї, де була організована королівська дитяча: за традицією королівські нащадки виховувалися далеко від Лондона і двору заради їх безпеки і здоров'я . Тут Марія разом зі старшою сестрою Єлизаветою, яка народилася 11 лютого 1466 року виховувалася під керівництвом гувернантки леді Маргарет Бернерс — дружини сера Джона Бурш'є, барона Бернерс, правнука Короля Едуарда III і близького друга сім'ї королеви Єлизавети ; леді Маргарет отримувала за свої послуги платню в розмірі 100 фунтів (станом на 2013 рік — 50 тисяч фунтів)  в рік. У Шині Марія разом з Єлизаветою провела свої дитячі роки і частину дитинства; крім гувернантки, принцесам був виділений великий штат прислуги  і 400 фунтів на рік на їхні потреби (за станом на 2013 рік — бл. 200 тисяч фунтів) . Принцеси також з дитинства звикли багато подорожувати, оскільки королівське подружжя разом з дітьми і великим двором роз'їжджало між сотнею королівських резиденцій, які перебували в більшості своїй в долині Темзи .

### Релігійне виховання і життя при дворі
Релігійне навчання королівських нащадків починалося в дуже ранньому віці, і до чотирьох років діти повинні були знати псалтир. Святкові дні, зокрема Стрітення Господнє, Великдень, день пам'яті святого Георгія, Трійця, день Всіх Святих і Різдво Христове, а також дні святих, були відзначені спеціальними службами в каплиці, проповідями і розвагами; Єлизавета і Марія в ці дні здійснювали підношення під час меси. У Великий четвер дівчата роздавали подарунки біднякам; в Страсну п'ятницю їх вчили підповзати до хреста на колінах. Під час Великого і Різдвяного посту дівчата повинні були постити або утримуватися від м'яса. На Новий рік принцеси отримували подарунки, а на дванадцяту ночі їм дозволялося приєднатися до святкування і бенкету .
Час від часу маленьких принцес викликали до двору, де вони були присутні на фестивалях і під час державних візитів. При дворі Єлизавета і Марія приєднувалися до свити своєї матері, вивчаючи за її прикладом і прикладом її дам манери, музику, спів, танці, вишивку і все те, що вважалося необхідним для підготовки їх до ролі майбутніх дружин королів, матерів і «прикрас двору». Дівчата одягалися в мініатюрні версії розкішних нарядів, які носили шляхетні дами, а також вчилися, коли ставали старші, управлятися з важкими тканинами, довгими шлейфами і складними головними уборами. Гарних манер принцес навчали з раннього віку. Молодих принцес виховували в дуже глибокій повазі до їхніх батьків, з якими вони бачилися не часто; щовечора, коли вони були разом, дівчатка ставали на коліна перед своїм батьком і матір'ю і жадали їх благословення, яке було дано «в ім'я Отця, Сина і Святого Духа» .

### Розклад дня
Щоденний розпорядок дня, якому слідували Марія і Єлизавета, ймовірно, був схожий на той, який пізніше був встановлений королем для їх брата Едуарда, коли тому виповнилося три роки; також він міг ґрунтуватися на звичаях, описаних в побутових книгах їх дядька по батькові Джорджа, герцога Кларенса. Дітей будили приблизно о шостій годині ранку, щоб вони могли «встати в зручний час відповідно до [їх] віку», щоб бути присутніми на ранковій молитві в їх спальні. Потім дзвін повідомляв їм, що пора йти на месу, яку служив домашній капелан в місцевій каплиці. Регулярне дотримання літургійних служб розглядалося як необхідність для дітей короля. Відразу ж після меси принцеси снідали; ймовірними складовими сніданку були хліб, масло, ель, риба, м'ясо або яйця. Обід принцесам подавали в десятій або одинадцятій годині ранку; сама трапеза мала вигляд «благородної служби» зі страв, «принесених шанованими людьми» і сквайрами в лівреях, і могла тривати до двох годин. Під час прийому їжі сестрам читали повчальні і благородні розповіді ; крім того, король Едуард IV наполягав на тому, щоб в будинках його дітей не було «скандалістів, хуліганів, небезпечних людей або прилюбодіїв», і вся розмова в їх присутності повинна була бути «добродійною, чесною … і мудрою» . Після обіду принцеси приймали ванну і, можливо, спали. Пізніше дівчаткам приносили напої і хліб, після чого дзвін закликав всіх до вечері. Вечеря подавався о четвертій годині вечора. Залишок вечора принцеси проводили в розвагах, таких як ігри і музика; спати дочки короля лягали приблизно о восьмій годині вечора, попередньо отримавши перекус у вигляді хліба, елю або вина та інших продуктів. Примітний той факт, що в рахунках двору принцес цього періоду майже не згадуються іграшки .
Безпеці принцес приділялася особлива увага. Після того, як о восьмій годині вечора закривалися двері покоїв Марії і Єлизавети, ніхто, крім особистих слуг принцес, не міг увійти до них. На ніч в спальні дівчаток залишали палаючу свічку або факел; зовнішні ворота закривалися о дев'ятій годині вечора в зимовий час і в десять в літній  . Стражники обходили територію замку три-чотири рази за ніч, перевіряючи кожну кімнату. Пізніше до принца Едуарду була приставлена спеціальна людина, яка ночувала в його покоях і стежила за безпекою і здоров'ям хлопчика в нічний час; ймовірно, у принцес також була така людина .

### Криза 1469—1471 років
У березні 1469 року мати Марії, королева Єлизавета, народила ще одну доньку — Сесілію, що викликало серйозне занепокоєння короля і змусило його думати, що після нього країною правитиме його старша дочка Єлизавета. Роком раніше при дворі поповзли чутки про загострення ворожнечі між прихильником короля графом Уоріком і матір'ю Марії, численні родичі якої посунули графа при дворі. У тому ж 1468 році між Едуардом IV і Уоріком стався розкол через шлюб тітки Марії Маргарити: Уорік, який не зумів колись одружити короля на французькій принцесі, бажав укласти союз з Францією за допомогою шлюбу Маргарити з французьким принцом, проте Едуард IV, за порадою Вудвілів, видав сестру за ворога Франції — бургундського герцога Карла, якого Уорік ненавидів і зневажав. У 1469 році ворожнеча між Уоріком і королівським подружжям призвела до союзу графа з молодшим братом короля Джорджем Кларенсом, якого старша сестра Марії фактично змістила з позиції престолонаслідника .
Раніше, ще в той час, коли король був близький з Уоріком, граф бажав укласти шлюби своїх дочок Ізабелли і Анни, які були найбагатшими спадкоємицями в Англії, з братами короля, однак Едуард IV відмовив йому, побоюючись піднесення Невіллів. У липні 1469 року Кларенс відкрито виявив непокору братові, одружившись в Кале на старшій дочці Уоріка; потім обидва вони висадилися з військами в Англії і оголосили про претензії Джорджа на англійський трон, оголосивши Едуарда IV бастардом, народженим Сесілією Невілл від зв'язку з англійським лучником Блейкберном . В цей час мати Марії разом з як мінімум двома дочками, однією з яких була Єлизавета, відвідувала Норідж, де їх прийняли з пишними урочистостями і театралізованими виставами; достовірно невідомо, хто з двох молодших на той момент принцес супроводжував матір, однак, імовірно, це була саме Марія, оскільки Сесілія була занадто мала. Королеву і принцес поселили в будинку ченців-проповідників; тут королівське сімейство отримало новини про те, що Уорік не тільки виграв битву при Еджкот-Мур, але і захопив короля, а також стратив без суду діда і дядька Марії по матері — графа Ріверса і Джона Вудвілла. Невідомо, як смерть діда вплинула на маленьких принцес, однак найімовірніше королева приховувала те, що трапилося від дітей . В цей же час була арештована бабка Марії по матері, Жакетта Люксембурзька, звинувачена в чаклунстві і привороті короля. Хоча Жакетта була виправдана, цей неприємний епізод, а також невмотивована кара графа Ріверса показали, як далеко готові зайти вороги Едуарда IV заради знищення його дружини і її сім'ї. Незважаючи на все це, сама королева і її дочки під час короткого піднесення Уоріка не постраждали, за винятком того, що матері Марії був визначений урізаний штат прислуги .
До осені 1469 року Едуарду IV вдалося отримати свободу і вже у вересні він з тріумфом в'їхав в Лондон, де став переманювати дворян назад на свою сторону . Взимку 1470 року король повністю відновив контроль над урядом і оголосив Уоріка і Кларенса зрадниками; обидва вони втекли до Франції, де до липня 1470 року Уоріку вдалося укласти союз з колишньою королевою Маргаритою Анжуйскою, яка бажала посадити на трон свого чоловіка або сина , який одружився з молодшою дочкою Уоріка . У вересні 1470 року, коли Едуард IV готувався до вторгнення об'єднаних сил Уоріка і Маргарити Анжуйскої, Марія з сестрами і матір'ю була перевезена в Лондонський Тауер для забезпечення їх безпеки. Передбачаючи майбутню кризу, королева наказала зміцнити Тауер і збільшити охорону. Єлизавета Вудвіл була на сьомому місяці вагітності і для неї були підготовлені пологові покої, однак скористатися ними їй не вдалося: Уорік вторгся в Англію, і на початку жовтня в Лондоні з'явилися звістки про те, що батько Марії разом зі своїм братом Річардом Глостер втік з країни, маючи лише примарну надію на повернення . 6 жовтня Уорік і Кларенс в'їхали в Сіті, а вже 30 жовтня король Генріх VI формально був знову зведений на престол .
Отримавши новини про падіння чоловіка, королева Єлизавета разом з матір'ю і трьома дочками , в число яких увійшла і Марія, серед ночі спішно покинула Тауер на барці і прибула в пошуках притулку в Вестмінстерське абатство, де її знали як дуже благочестиву жінку. Коли королівське сімейство прибуло в притулок, абатство було майже порожнім; під своє заступництво їх прийняв абат Вестмінстера Томас Міллінг — добрий, гостинна людина, він не побажав розміщувати королеву з дітьми разом зі злочинцями і поступився їм свій будинок біля західного входу в абатство, де були три кімнати і все необхідне для зручності королівської сім'ї . Також, допомогу їм надавали прості лондонці: м'ясник Джон Гулд жертвував сім'ї короля Едуарда IV половину корови і двох овець в тиждень, а торговець рибою забезпечував їх провізією по п'ятницях і в дні постів .
Перебуваючи в притулку, принцеси більшу частину часу проводили з няньками, оскільки королева Єлизавета була зайнята народженням і наступним доглядом за принцом Едуардом , що з'явився на світ на початку листопада 1470 року . Марія з сім'єю провела в притулку ще п'ять місяців . У квітні 1471 року батько принцеси, підштовхнутий звісткою про народження сина, повернувся в Англію і в першу чергу, після того, як побував на подячному молебні у Вестмінстерському абатстві, вивів свою сім'ю з притулку. В ту ж ніч Марія в числі інших членів сім'ї була перевезена в замок Бейнард, який служив резиденцією її бабки по батькові — Сесілії Невілл  . 11 квітня Йорки в супроводі матері короля, брата королеви Ентоні і архієпископа Кентерберійського Томаса Бурш'є вирушили в королівські покої Лондонського Тауера, в той час як батько Марії вирушив на північ відвойовувати королівство. 13 квітня в битві при Барнеті був убитий Уорік , 4 травня Едуард IV остаточно розбив війська Ланкастерів в битві при Тьюксбері , в якій був убитий спадкоємець Ланкастерів Едуард Вестмінстерський і захоплена в полон Маргарита Анжуйська . Однак 12 травня, поки Едуард ще був на шляху до Лондону, останні прихильники Ланкастерів організували напад на Тауер, маючи намір повернути на трон Генріха VI; з річки були обстріляні дві вежі, в одній з яких знаходилася Марія з сім'єю. Напад було відбито, однак це змусило короля надати смерті свого попередника, і 21 травня 1471 року король Генріх VI був задушений в своїй темниці .

### Останні роки, шлюбні плани і смерть

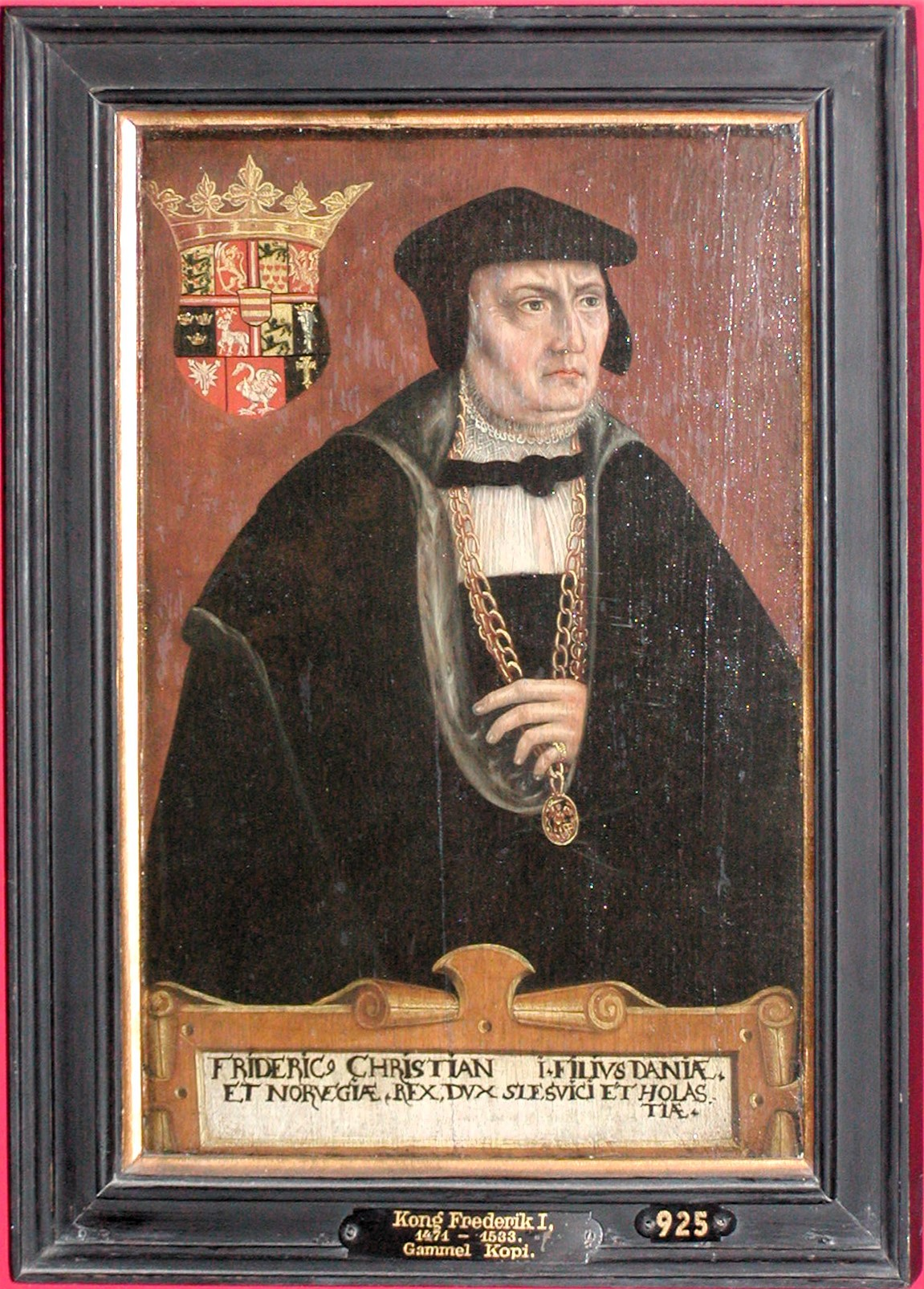
Передбачуваний наречений Марії Фредерік I Датський

Наприкінці 1474 року Едуард IV, який готувався до вторгнення у Францію, підписав заповіт, за яким Марія і її старша сестра Єлизавета повинні були отримати придане в розмірі десяти тисяч марок   за умови, що принцеси в питанні шлюбу будуть покірні матері і братові-королю . Однак лише два місяці по тому Едуард IV уклав з Францією мирний договір, однією з умов якого був шлюб старшої сестри Марії з дофіном Карлом по досягненню нею віку шлюбної згоди; в разі передчасної кончини Єлизавети нареченою дофіна ставала сама Марія , однак в 1481 році вона, як видно, була заручена з майбутнім королем Данії Фредеріком  , що означало, що запасна наречена Франції більше не потрібна . За іншими даними, заручення так і не відбулося: переговори про шлюб, незабаром після їх початку, були зупинені через погіршення здоров'я принцеси . Раніше можливим нареченим Марії називався старший брат Фредеріка Йоганн Датський, проте невідомо, чи були коли-небудь початі переговори про шлюб .
У 1476 році Марія серед інших була присутня на церемонії перепоховання останків її діда по батькові герцога Йоркського і його другого сина в Фотерінгеї. У 1478 році Марія була присутня на весіллі свого молодшого брата Річарда, герцога Йоркського, і Анни Моубрей ; в 1480 році вона разом зі своєю молодшою сестрою Сесілією була посвячена в Дами ордену Підв'язки . Крім цього ніяких даних про те, як жила Марія в останні роки немає; документи цього періоду містять лише відомості про політичну ситуацію в країні і не зачіпають приватне життя молодших членів королівської сім'ї .
Наприкінці 1481 року Марія захворіла  і 23 травня 1482 року померла   в палаці Плацентія . Тіло принцеси не було забальзамоване, але було одягнене в багатий одяг і виставлено для прощання в церкві в Гринвічі. У той же день була відслужена заупокійна меса єпископом Норіджським Джеймсом Голдуеллом; ще одна служба відбулася на наступний день в присутності багатьох релігійних діячів і представників знаті — єпископа Чичестерського Едварда Сторі, баронів Дакра, Дадлі і Бошана і декана Вінзора. Труну з тілом Марії з пишною процесією було доставлено в капелу святого Георгія Віндзорського замку і була поховано в південно-східній частині капели поруч з принцом Джорджем — сином Едуарда IV і Єлизавети Вудвілл, померлим в дитинстві . Плакальницями на похороні Марії були сестра королеви баронеса Грей з Ратіну, леді Кетрін Грей, леді Стрендж, баронеса Дакр та інші дами . Баронеса Дакр після смерті молодшого брата Марії, Джорджа, служила фрейліною і гувернанткою принцеси  . Третя і остання меса була відслужена вже після похорону для простолюдинів .
У 1789 році робітник, який здійснював ремонт в капелі, випадково виявив і розкрив склеп короля Едуарда IV і його дружини Єлизавети Вудвілл. В прилеглому до склепу приміщенні були виявлені труни двох дітей — ймовірно Джорджа і Марії  . Однак в 1810 році в капелі готувалися місця для поховання членів сім'ї Георга III і в іншому приміщенні були виявлені останки ще двох дітей; одні останки, що добре збереглися, підпадали під параметри Марії . Таким чином, невідомо, чиї останки були поховані поруч з могилою Едуарда IV і його дружини  .

## У культурі
Марія є одним з другорядних персонажів роману Філіппи Грегорі «Біла королева». Вона також з'являється в декількох серіях екранізації роману Грегорі « Біла королева», проте по імені її називають тільки в серії «Ціна влади»: маленька Мері з'являється на екрані лише на кілька хвилин в контексті подій 1469 року.